# Vilém Mathesius
Vilém Mathesius (Pardubice, 3 de agosto de 1882 - Praga, 12 de abril de 1945) fue un lingüista checo y crítico literario, estudioso de la literatura checa e inglesa.

## Biografía
Nació el 3 de agosto en la localidad checa de Pardubice, situada a orillas del río Elba. Fue primo del poeta, traductor y crítico literario -experto en Literatura rusa- Bohumil Mathesius. 
En 1912 Vilém Mathesius se convirtió en el primer profesor de inglés y literatura en la Universidad Carolina de Praga. Ya en el año 1911 había impartido una conferencia titulada "Sobre la potencialidad de los fenómenos lingüísticos". En 1926 participó en la fundación del Círculo Lingüístico de Praga, fue el primer presidente del Círculo y colaboró en la formulación de las proposiciones teóricas finales del Congreso. Investigó la gramática, fonología y estilística de las lenguas inglesa y checa. También mostró interés por los fundamentos de la lingüística general, sobre la facultad del lenguaje y sobre diversos temas culturales. Sus trabajos sobre la sintaxis de las lenguas fueron pioneros considerándosele un promotor de la tendencia funcionalista dentro de la lingüística estructural.

## Concepción de la plasticidad de la lengua
La norma es entendida, según Zamora Salamanca, desde dos puntos de vista históricos:
Punto de vista objetivo: Como el conjunto de realizaciones de una lengua dada en un determinado momento histórico dentro de una amplia gama de posibilidades lingüísticas.
Punto de vista axiológico: La norma se entiende como prescripción basada en el criterio de corrección lingüística. Sería, por tanto, el «empleo acertado en el habla de materiales lingüísticos». En este apartado se sitúan los lingüistas pertenecientes al  Círculo Lingüístico de Praga, entre ellos Mathesius.
Así, la norma que codifica el correcto uso de una lengua viene determinado por un modelo patrón que los hablantes toman en la codificación de la lengua. Así, en esta época, la preocupación versaba sobre la creación de una "lengua estándar", que permita marcar los usos correctos.
Como consecuencia de esto, en el Círculo Lingüístico de Praga se formulan principios sobre esta lengua estándar, asociándola a la idea de "prestigio" social, esto es, prestando atención a las variedades de la lengua, entre ellas, la diastrática (sociolingüística). Esta lengua estándar, tradicionalmente, se basaba en la lengua escrita.
La lengua escrita, para estos lingüistas, estaba codificada a partir de la lengua hablada, aunque esto sería posteriormente matizado.
Mathesius formula la interesante idea de la plasticidad de la codificación: La lengua es algo estable, estático, puesto que si no fuera así no podríamos entendernos al cabo de unos pocos años, pero, asimismo, tiene cierta plasticidad, lo que puede producir, al cabo de un tiempo considerable, ciertas desviaciones que terminen en cambios de esta misma codificación, lo que entronca con la idea de mutabilidad e inmutabilidad del signo lingüístico expuesta por el lingüista ginebrino Ferdinand de Saussure.
Con ello, justifica la diferencia entre el lenguaje hablado y escrito. El lenguaje escrito, diferente de la oralidad, sería una desviación de la "lengua estándar", permitida por esta plasticidad. Esto es un antecedente de las teorías funcionalistas en lingüística si bien es cierto que, posteriormente, el funcionalismo lingüístico, sin dejar de lado la escritura como sistema secundario, prestaría atención muy especial a los decursos orales.

## Obra principal
"Historia de la Literatura Inglesa I-II" (The History of English Literature I–II)
"Lengua checa y lingüística general" (Czech Language and General Linguistics)
"Análisis del inglés actual" (Content Analysis of Contemporary English